# Styrbjörn
Cette page présente le prénom Styrbjörn ainsi que ses variantes.
Styrbjörn est un prénom masculin scandinave d'origine norroise formé des éléments stýri « gouvernail » et bjǫrn « ours ». Ce prénom, assez rare de nos jours, se rencontre essentiellement en Suède.
Le prénom Styrbjörn est à l'origine du patronyme suédois Styrbjörnsson signifiant « Fils de Styrbjörn ».

## Personnalités historiques portant ce prénom
- Styrbjörn le Fort, prince suédois du Xe siècle ;
- Styrbjörn de Skara, évêque suédois du XIe siècle.

## Autres personnalités portant ce prénom
- Styrbjörn Holm (en) (1928–1994), skipper suédois.
- Pour l'ensemble des articles sur les personnes portant ce prénom, consulter :
  - la liste des articles dont le titre commence par ce prénom
  - les listes produites par Wikidata : Liste des personnes de prénom « Styrbjörn » — même liste en incluant les éventuels prénoms composés qui contiennent « Styrbjörn ».